# Deutsches Pressemuseum Hamburg

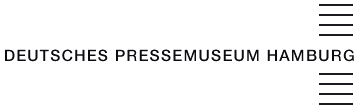
Logo des Deutschen Pressemuseums

Der Deutsche Pressemuseum Hamburg e.V. wurde 2002 von verschiedenen Verlagsmitarbeitern um Rolf Grimm gegründet. Ziel des Vereins ist die Einrichtung eines Pressemuseums in Hamburg. Dem Verein gehören ca. 100 Einzelpersonen sowie Organisationen und Unternehmen an.
Der Verein Deutsches Pressemuseum ist mit der Realisierung eines Museums befasst, das mit Ausstellungen und Veranstaltungen Fragen zur Gegenwart und Zukunft der Presse thematisieren will. 